# Карбальєдо
Карбальєдо (гал. Carballedo, ісп. Carballedo) — муніципалітет в Іспанії, у складі автономної спільноти Галісія, у провінції Луго. Населення — 2752 осіб (2009).
Муніципалітет розташований на відстані близько 420 км на північний захід від Мадрида, 60 км на південний захід від Луго.
Муніципалітет складається з наступних паррокій: Агуада, Бусіньйос, Карбальєдо, Картелос, Кастро, Чоусан, А-Кова, Ербедейро, Фурко, Лобельє, Лоусада, Марсас, Мільєйрос, Олейрос, Прадеда, Сан-Мамеде-де-Лоусада, Сан-Ромао-де-Кампос, Сан-Сальвадор-де-Бубаль, Санта-Байя-де-Бубаль, Санта-Крістіна-де-Асма, Санта-Марінья-до-Кастро, Темес, Веаскос, Вілакінте.

## Демографія
Динаміка населення (INE ):

## Галерея зображень

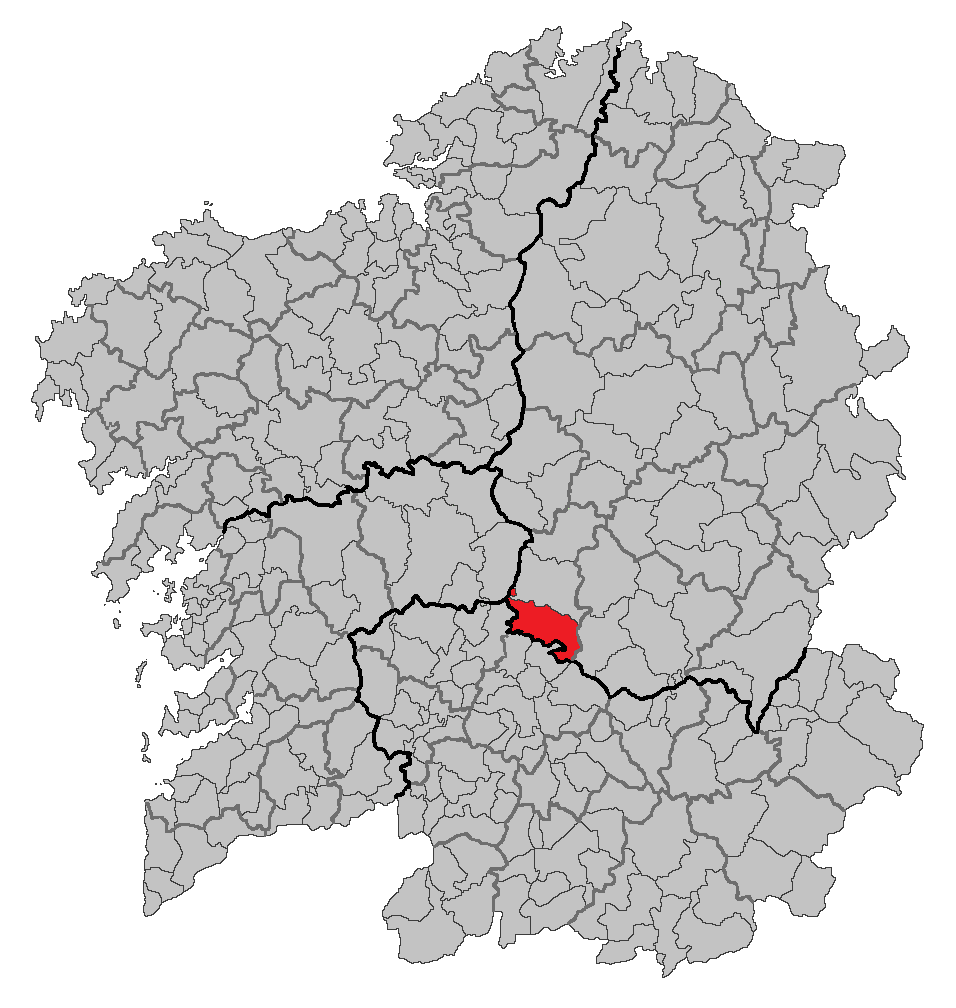
Розташування муніципалітету

## Парафії
Муніципалітет складається з таких парафій: 

## Релігія
Карбальєдо входить до складу Лугоської діоцезії Католицької церкви.